# Lawrence O'Donnell
Lawrence Francis O'Donnell, Jr. (født 7. november 1951) er en amerikansk skuespiller og komiker.